# Édouard Toulouse
Pour les articles homonymes, voir Toulouse (homonymie).
Édouard Toulouse, né le 10 décembre 1865 à Marseille et mort le 19 janvier 1947 à Paris, est un psychiatre français. Il a été entre autres directeur de la revue Demain, à laquelle collabora Jean Paulhan, et dont le secrétaire, après Tony Dubois, fut, ponctuellement, Antonin Artaud.

## Biographie
La thèse de médecine d'Édouard Toulouse porte sur la mélancolie. Interne à Villejuif, il ouvre en 1901 un laboratoire de psychologie expérimentale,.
Il est le créateur du comité d'hygiène mentale (au sein de la Ligue française de prophylaxie et d'hygiène mentale, devenue « Ligue française d'hygiène mentale » puis en 1996 Ligue française pour la santé mentale) qui visait à améliorer les conditions de traitement des malades mentaux avec entre autres des centres hospitaliers et ambulatoires.
Il a créé ce comité en 1920 afin de « rechercher les moyens médicaux et sociaux les plus efficaces ». C'est à la suite de cette initiative qu'une consultation ambulatoire a été ouverte sous le nom d'hôpital Henri-Rousselle dans le cadre de l'hôpital Sainte-Anne.
Émile Zola a été son « sujet d'étude » sur la question du rapport entre le génie et la folie. Zola a en effet accepté que Toulouse publie ses observations, qui comprenaient entre autres des détails sur sa vie intime.
Eugéniste, Édouard Toulouse considérait que la maternité devait être réservée aux femmes en parfait état de santé, et que de sa naissance à sa mort, tout individu devait être en mesure de présenter son "livret biotypologique" afin que la société puisse s'y référer dans le cas où elle serait amenée à statuer sur ses activités, tant professionnelles que familiales.
Par ailleurs, il était franc-maçon. Un hôpital psychiatrique de Marseille porte son nom. Ses archives sont conservées à la bibliothèque Méjanes d'Aix-en-Provence.

## Œuvres
- Envoi de Émile Zola. Enquête médico-psychologique sur les rapports de la supériorité intellectuelle avec la névropathie. I. introduction générale, Société d'éditions scientifiques, 1896, ASIN B0000DSBMP
- Les causes de la folie, Société d'éditions scientifiques, 1896
- L'art de vivre, Paris Fasquelle, 1905
- Les Leçons de la vie : édition pour la jeunesse, Paris, Librairie universelle, 1907
- Enquête médico-psychologique sur la supériorité intellectuelle : Henri Poincaré, Paris, Flammarion, 1910, 204 p.
- Comment conserver sa santé, Paris, Hachette, 1914
- La conduite de la vie. La prophylaxie mentale, 1929
- Études docimologiques sur le perfectionnement des examens et concours (en collaboration avec Henri Piéron, Henri Laugier, Mme H. Piéron et Mlle D. Weinberg). Paris, Conserv. Nat. des Arts et Métiers, 1934

## Mémoire
- Centre hospitalier Édouard Toulouse, Marseille.